# Ярославский электромеханический завод
Ярославский электромеханический завод (ЯЭМЗ) — предприятие в Ярославле, производящее передвижные лаборатории высоковольтных испытаний и другие специализированные лаборатории на различных шасси и средства защиты для работников, занятых ремонтом и обслуживанием энергетических систем и коммуникаций. Расположено в Южной промзоне. Головное предприятие холдинговой компании «ЭМЗ».

## История
Ярославский электромеханический завод основан как «Сельэлектро» в 1945 году для электрификации сельского хозяйства. Подчинялся Главному управлению электрификации сельского хозяйства РСФСР. Занял хозяйственные постройки одной из церквей на окраине города. Занимался ремонтом электротехнического оборудования: электродвигателей, силовых трансформаторов, генераторов и электромоторов. Некоторые виды продукции были удостоены почётных грамот ВДНХ, а работники — золотых и серебряных медалей ВДНХ. На заводе было освоено производство подстанционного оборудования: разъединителей, фибро-бакелитовых разрядников РТ-10; монтёрских когтей и поясов; точильных аппаратов; передвижных электротехнических лабораторий ПЭЛ-10.
В 1957 году было решено провести реконструкцию и расширение предприятия. Была выделена новая площадка площадью в 2,7 га с возможностью расширения в перспективе. К концу 1960-х годов новый завод был построен. В начале 1970-х годов было освоено производство различных передвижных электролабораторий (мобильных лабораторий): ПВЛ-10-02 на базе УАЗ-452Д; ПКЛС-10-02, ЭТЛ-35-02, ЭТЛ-10-02, передвижная кабельная мастерская КАМ-1, линейная машина ЛМ-1. Во второй половине 1980-х годов Ярославский электромеханический завод осуществлял поставки электротехнических лабораторий в Афганистан, Болгарию, Вьетнам, Венгрию, Индию, Иран, Ирак, Кубу, Румынию, Турцию, Монголию.
В 1993 году завод был преобразован в открытое акционерное общество. Головное предприятие холдинговой компании «ЭМЗ». С начала 1990-х годов основной продукцией компании стали передвижные лаборатории высоковольтных испытаний серии ЛВИ, монтируемые на различные автомобильные шасси — от вездеходов Урал-4320 до автобусов ПАЗ-3205, наибольшее число — на ГАЗ-3307, ГАЗ-3308, ЗИЛ-5301, КамАЗ, есть разработки установки на «ГАЗель» и УАЗ-33036.
В 2003 году компания взяла курс на интернационализацию своего бизнеса. Вскоре она была преобразована в транснациональную компанию с Головным офисом «„EMZ“ Holding company», расположенную в Республике Кипр. В 2006 году в свободной экономической зоне на Кипре в городе Ларнака был построен завод компании «Vitaldrive ltd.», начавший выпуск нового класса высоковольтных лабораторий серии HVT.

## Описание
Продукция
- Лаборатории высоковольтных испытаний
- Специализированные лаборатории
- Оборудование СНЧ, приборы диагностики, электрооборудование
- Средства индивидуальной защиты и малой механизации

Производство
- Инструментальный цех
- Кузовной цех
- Механический цех
- Штамповочный цех
- Ремонтный цех